# هنري روبرت ستيل
هنري روبرت ستيل (بالإنجليزية: Henry Robert Steel) هو لاعب شطرنج جنوب أفريقي، ولد في 10 يوليو 1989.

## وصلات خارجية
- هنري روبرت ستيل على موقع الاتحاد الدولي للشطرنج (الإنجليزية)
- هنري روبرت ستيل على موقع مباريات الشطرنج (الإنجليزية)
- هنري روبرت ستيل على موقع 365Chess.com (الإنجليزية)
- هنري روبرت ستيل على موقع Chesstempo.com (الإنجليزية)
- هنري روبرت ستيل سجل أولمبياد الشطرنج على موقع OlimpBase.org (الإنجليزية)